# Palazzo Altieri

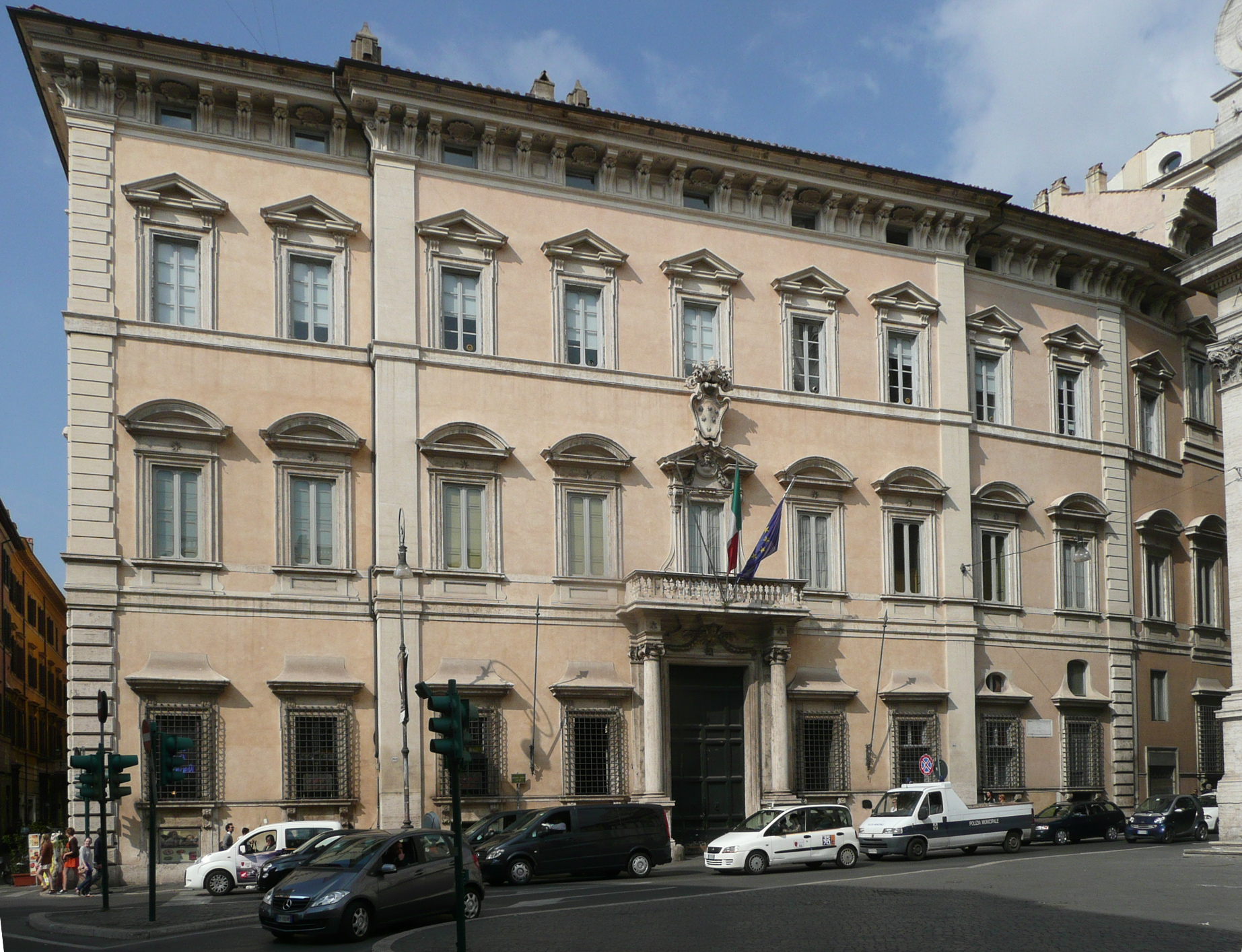
Rom, Palazzo Altieri von Giovanni Antonio De Rossi

Der Palazzo Altieri ist ein Palast in Rom. Er steht in der Via del Plebiscito an der Piazza del Gesù gegenüber der Kirche Il Gesù im Rione Pigna. Der Komplex nimmt das gesamte Quartier zwischen der Via del Plebiscito, der Via del Gesù, der Via Santo Stefano del Cacco und der Via degli Astalli ein.
Die Familie Altieri besaß an diesem Ort schon seit längerer Zeit einzelne Häuser. Anfang des 17. Jahrhunderts ließ Lorenzo Altieri diese einzelnen Häuser zusammenfassen. Bis 1655 vollendete der Architekt Giovanni Antonio De Rossi den Palast im Auftrag von Kardinal Giambattista Altieri. Mit der Wahl von Emilio Altieri zum Papst Clemens X. 1670 bekam de Rossi abermals den Auftrag den Palast zu erweitern. Nach dem Tod von de Rossi 1695 lösten sich in kurzer Folge die Architekten Alessandro Speroni, Clemente Orlandi und Giuseppe Barbieri in der Bauleitung ab.
Beachtenswert ist die Barockfassade zur Piazza del Gesù. Durch ein Säulenportal betritt man ein Atrium, durch das man den ersten Hof mit ionischen Pilastern erreicht. Eine Portikus trennt den ersten vom größeren zweiten Hof.
Im Inneren ist das Treppenhaus beachtenswert, das zu den aufwändigsten seiner Zeit zählte. Bedeutsam ist auch das Fresko von Carlo Maratta, Triumph der Sanftmut.
Im Palast sind heute eine Bibliothek und das Familienarchiv der Altieri untergebracht. Darin eine Büste von Clemens X. von Gian Lorenzo Bernini.
In einer Wohnung im Palast lebte die Schauspielerin Anna Magnani lange Jahre bis zu ihrem Tod 1973. Ihren letzten Filmauftritt im Film Fellinis Roma hatte sie dort an ihrer Haustür.